# Pallavolo Mantova
La Pallavolo Mantova è stata una società pallavolistica maschile di Mantova.

## Storia
Nato nel 1974, il club raggiunse per la prima volta la Serie A2 nel 1982 per essere poi promossa in A1 al termine della stagione 1986-87. Dopo due stagioni cedette il titolo alla Mediolanum Milano. Nel corso degli anni novanta partecipò in diverse occasioni alla Serie A2.
Nel 2005 si fuse con la Volley Castelnuovo di Castelnuovo del Garda nel Volley dei Laghi Mantova, prendendo parte al campionato di A2 per la stagione 2005-06; l'esperienza durò un solo anno, prima della rinuncia della società. Attualmente la massima espressione pallavolistica della città di Mantova è la Top Team Volley, militante in Serie A2.